# アメリカ国家技術賞
アメリカ国家技術賞（アメリカこっかぎじゅつしょう、National Medal of Technology and Innovation）は、革新的で重要な技術の開発に多大な貢献をした発明家に対してアメリカ合衆国大統領から授与される賞。この賞は特定の人物、グループ、企業や組織に対して贈られるものである。技術分野ではアメリカ合衆国で最高の栄誉とされている。
かつては National Medal of Technology という呼称だったためアメリカ国家技術賞と呼ばれているが、現在の正式名称に合わせてアメリカ国家技術・イノベーション賞と呼ぶこともある。

## 歴史
アメリカ国家技術賞は1980年、アメリカ合衆国議会で Stevenson-Wylder Technology Innovation Act（国際社会でのアメリカの技術競争力強化を図る超党派の法案）の一部として創設された。最初の賞は1985年、当時の大統領ロナルド・レーガンから14の個人や企業に授与された。その中にはApple Computer創業者のスティーブ・ジョブズとスティーブ・ウォズニアック、技術革新を牽引してきたベル研究所などが含まれている。その後、賞は毎年授与されている。
2007年8月9日、関連する法律が改正され、名称も "National Medal of Technology and Innovation" に変更された。

## 受賞プロセス

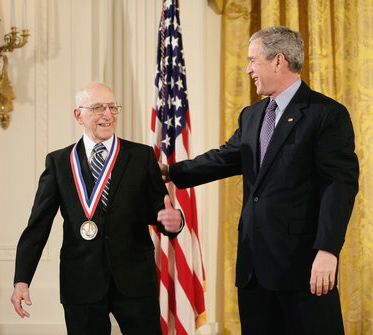
アメリカ国家技術賞を受賞するラルフ・ベア

アメリカ合衆国商務省の技術局は、毎年アメリカ国家技術賞の候補者を選出する。候補者はその業績などを直接知る者の推薦による。候補者は個人、グループ（4人まで）、企業および組織のいずれかである。個人やグループの場合、アメリカ市民でなければならない。企業や組織の場合、その50%以上がアメリカ市民の所有になっていなければならない。
全候補者はアメリカ国家技術賞選出委員会で審査され、アメリカ合衆国商務長官に勧告を発行する。また、最終候補者に対してはFBIがセキュリティチェックを行い、その結果が最終選考で考慮されることがある。商務長官は大統領に受賞対象者を推薦する。その後、新たな受賞者が大統領の名前で発表される。

## 過去の受賞者
2005年現在、135人以上の個人と12社の企業が受賞している。以下に「著名な」受賞者を一部抜粋し、その受賞理由を示す。
| 年     | 名前                                                                           | 受賞理由 |
| ------ | ------------------------------------------------------------------------------ | --- |
| 1985年 | スティーブ・ジョブズ スティーブ・ウォズニアック                                | パーソナルコンピュータの開発に対して |
| 1985年 | フレデリック・ブルックス エーリヒ・ブロッホ ボブ・O・エバンズ                  | データ処理に革新をもたらした IBM System/360 開発への貢献に対して |
| 1986年 | ウィリアム・ノリス                                                             | マイクロエレクトロニクスとコンピュータ技術発展への貢献に対して（CDC創業） |
| 1987年 | ロバート・ノイス                                                               | 半導体集積回路分野での数々の発明に対して（インテル創業） |
| 1987年 | W・エドワーズ・デミング                                                        | 生産工程の統計的管理手法の推進と生産性向上のための経営哲学の提唱に対して |
| 1988年 | アーノルド・ベックマン                                                         | 分析器や計測器の設計（分光測色法）における特筆すべき独創性に対して |
| 1988年 | デビッド・パッカード                                                           | 産業界や政治、特に技術関連の広範囲な領域における並外れた無欲のリーダーシップに対して（ヒューレット・パッカード創業） |
| 1988年 | レイモンド・ダマディアン ポール・ラウターバー                                  | 核磁気共鳴画像法の考案・開発への貢献に対して |
| 1988年 | ロバート・デナード                                                             | 現代のコンピュータでほぼ普遍的に使われているDRAMの発明に対して |
| 1988年 | ハロルド・ユージン・エジャートン                                               | ストロボスコープの発明とその様々な用途を発見したことに対して |
| 1988年 | エドウィン・H・ランド                                                          | インスタントカメラの発明・開発・販売に対して（ポラロイド創業） |
| 1989年 | ジェイ・フォレスター ロバート・エヴァレット                                    | リアルタイム・コンピュータ技術とその応用についての貢献に対して |
| 1989年 | ハーバート・ボイヤー スタンリー・ノーマン・コーエン                            | 遺伝子スプライシング技術の発明および、組換えDNA技術の発見に対して |
| 1990年 | ジョン・アタナソフ                                                             | 電気式デジタルコンピュータの発明に対して |
| 1990年 | ゴードン・ムーア                                                               | 大規模メモリとマイクロプロセッサにおける独創的リーダーシップに対して（インテル創業） |
| 1990年 | デュポン                                                                       | 高機能高分子化合物（ナイロン、ネオプレン、テフロン）の先駆的開発と商用化に対して、および合成繊維・フィルム・プラスチックなどを生産することでアメリカの競争力を高め人類全体に貢献したことに対して                                                               |
| 1990年 | ジャック・キルビー                                                             | 集積回路およびサーマルプリンターの発明と実用化への貢献、集積回路を使った初期のコンピュータ開発への貢献、電卓とゲートアレイの発明に対して |
| 1990年 | マーヴィン・カムラス                                                           | 磁気記録の開発と実用化に対して |
| 1990年 | ウィルソン・グレートバッチ                                                     | 200万人以上の命を救った植込み型心臓ペースメーカーの発明、開発、臨床使用への導入に対して |
| 1991年 | グレース・ホッパー                                                             | プログラミング言語開発における先駆的貢献に対して |
| 1991年 | ゴードン・ベル                                                                 | ミニコンピュータの長年にわたる設計に対して |
| 1991年 | ジョン・コック                                                                 | RISCアーキテクチャの開発と実装に対して |
| 1991年 | ロバート・ガルビン                                                             | モトローラにおける継続的な技術革新を主導して同社を世界的エレクトロニクス企業に育て上げ、アメリカのエレクトロニクス産業の発展に貢献したことに対して |
| 1991年 | ジョン・スタップ                                                               | 自動車をはじめとする様々な乗り物について、衝突時の乗員の生命を守る安全技術を確立する研究に対して |
| 1991年 | フレデリック・マッキンリー・ジョーンズ                                         | 食品やその他の生鮮食品の保存と流通に革命をもたらした冷蔵技術の開発に対して |
| 1991年 | カール・ジェラッシ                                                             | 環境問題を解決するための彼の幅広い技術的貢献と、生分解性で無害な昆虫防除製品への斬新で実用的なアプローチの開発における率先に対して |
| 1992年 | ビル・ゲイツ                                                                   | 家庭やオフィスでのコンピュータ利用に関する先見性に対して（マイクロソフト創業） |
| 1992年 | メルク・アンド・カンパニー                                                     | 医薬品分野における継続的な技術革新に対して |
| 1992年 | ノーマン・ジョセフ・ウッドランド                                               | あらゆる産業部門の生産性を向上させ、バーコード産業を生み出したバーコード技術の発明と商業化への貢献に対して |
| 1993年 | ケン・オルセン                                                                 | コンピュータ技術の開発と応用への貢献に対して（DEC創業） |
| 1994年 | アムジェン                                                                     | 世界中の重症患者向けに最新の分子生物学に基づく画期的医薬品を開発・提供していることに対して |
| 1994年 | コーニング                                                                     | スペースシャトルのガラス窓などを実現した一連の技術革新に対して、および照明・テレビ・光通信など日常生活の質の向上に寄与する発明に対して |
| 1994年 | アーウィン・M・ジェイコブス                                                    | 米国のデジタル携帯電話規格として採用された商用技術としての符号分割多元接続 (CDMA) の開発に対して |
| 1995年 | P&G                                                                            | 世界中の消費者の生活の質を高めアメリカ経済の強化に寄与した数々の製品を高度な技術で生み出したことに対して |
| 1995年 | 3M                                                                             | 継続的な技術革新により、様々な製品を成功させてきたことに対して |
| 1995年 | サム・B・ウィリアムズ                                                          | 小型ガスタービンエンジンの技術および米国のジェット機産業における指導的役割に対して |
| 1996年 | ジョンソン・エンド・ジョンソン                                                 | 疾病管理・生活の質向上・医療コスト縮小・アメリカの国際競争力強化に重要な役割を果たした製品を1世紀にわたって研究・開発・製品化してきたことに対して |
| 1996年 | ステファニー・クオレク                                                         | 高性能アラミド繊維（ケブラー）の発見、開発、液晶加工への貢献に対して |
| 1997年 | ヴィントン・サーフ ロバート・カーン                                            | Internet Protocol の創造と継続的開発に対して |
| 1997年 | ノーマン・R・オーガスティン                                                    | 航空宇宙産業の先見の明のあるリーダーシップ、民間および防衛システムにおける多くの課題に対する技術的および管理上の解決策の擁護、および航空宇宙における米国の世界的卓越性への貢献に対して                                                                         |
| 1997年 | レイ・ドルビー                                                                 | ドルビーサラウンド方式の発明と世界的な普及に対して |
| 1998年 | ケン・トンプソン デニス・リッチー                                              | 情報技術の発展に多大な影響を与えたUNIXオペレーティングシステムとC言語の発明に対して。また、情報化時代におけるアメリカのリーダーシップを強固なものにした産業全体の成長をもたらした                                                                              |
| 1998年 | ブリストル・マイヤーズ スクイブ                                                | 画期的な医薬の研究開発に対して。および、業界のモデルとなった大規模かつ複雑な臨床試験を実施し、臨床研究に革新をもたらしたことに対して |
| 1998年 | バイオジェン                                                                   | 組換えDNA技術を使用した初のワクチンであるB型肝炎ワクチンの開発を含め、これまで十分な治療を受けていなかった世界中の大規模な患者集団を治療するために設計された、生命を救い、生活を向上させる医薬品の開発に生物学のブレークスルーを適用したリーダーシップに対して |
| 1999年 | ロバート・テイラー                                                             | コンピュータネットワーク、パーソナルコンピュータ、グラフィカルユーザインターフェースなど情報技術の開発でのめざましいリーダーシップに対して |
| 1999年 | レイ・カーツワイル                                                             | 音声認識など身体障害者の生活の質を向上させたコンピュータ関連の様々な技術革新への先駆的貢献に対して |
| 2000年 | ダグラス・エンゲルバート                                                       | コンピュータ・マウスの発明とハイパーテキスト開発への貢献に対して |
| 2000年 | ディーン・ケーメン                                                             | 世界的な医療の向上をもたらした発明に対して。また…科学技術へのアメリカ中の関心を呼び起こしたことに対して |
| 2000年 | IBM                                                                            | データストレージ技術における世界的リーダーシップに対して |
| 2001年 | ダウ・ケミカル                                                                 | 化学工業における科学技術の発展をリードし、社会によい影響をもたらしたことに対して |
| 2002年 | カーバー・ミード                                                               | 半導体設計技法に革新をもたらした自動設計ツール開発への貢献に対して |
| 2002年 | M. George Craford ラッセル・デュピュイ ニック・ホロニアック                    | 発光ダイオード (LED) の開発とその各種応用・商業化への貢献に対して |
| 2003年 | デュポン                                                                       | その経営方針と技術に対して |
| 2003年 | ロバート・メトカーフ                                                           | イーサネットの発明・標準化・商用化でのリーダーシップに対して |
| 2004年 | ラルフ・ベア                                                                   | 世界初のゲーム機の発明に対して |
| 2004年 | IBM-マイクロエレクトロニクス部門                                               | 半導体分野における40年にわたる技術革新により小型化・高性能化を可能にし、情報産業と家電産業の爆発的成長をもたらしたことに対して |
| 2004年 | ILM                                                                            | 映画産業における30年にわたる視覚効果技術の革新に対して |
| 2004年 | モトローラ                                                                     | 75年にわたる無線通信におけるリーダーシップと技術革新により、世界中の人々が容易に相互にやりとりできるようにしたことに対して |
| 2004年 | パッカー                                                                       | 劇的に燃費を改善したトラックを先駆的に開発し、アメリカの貨物輸送の効率を向上させたことに対して |
| 2004年 | ロジャー・イーストン                                                           | GPSの開発につながった宇宙船の追跡、ナビゲーション、およびタイミング技術における彼の広範な先駆的な業績に対して |
| 2005年 | ゼロックス                                                                     | ゼログラフィを初めとして50年にわたり複写機やレーザープリンターの技術革新を続けてきたことに対して |
| 2005年 | アルフレッド・チョー                                                           | 分子線エピタキシー (MBE) 技術の発明と、携帯電話、CD プレーヤー、高速通信への応用を備えた高度な電子デバイスおよびフォトニックデバイス製造ツールへと発展させた貢献に対して                                                                                       |
| 2007年 | ポール・バラン                                                                 | インターネットの基盤となったパケット通信の発明に対して |
| 2007年 | デヴィッド・カトラー                                                           | 30年にわたり重要なオペレーティングシステムを設計・実装したことと、コンピュータアーキテクチャ・コンパイラ・オペレーティングシステム・ソフトウェア工学への根本的貢献に対して                                                                                     |
| 2007年 | eBay                                                                           | オンライン商取引を促進・支持するテクノロジーをいち早く開発し、インターネットの世界的成長と商用化を可能にしたことに対して |
| 2007年 | ロッキード・マーティン スカンクワークス                                        | 65年にわたり最先端の航空機などをアメリカ政府のために開発し、国防に寄与してきたことに対して。特にステルス機の実用化によりアメリカの戦術を一変させた |
| 2008年 | ジョン・ワーノック チャールズ・ゲシキ                                          | DTPに革命を起こし、人々が情報を生み出す手法を変えた業績に対して（アドビ創業者） |
| 2009年 | IBM                                                                            | スーパーコンピュータ Blue Gene を開発し、世界的に業界に衝撃をもたらしたことに対して |
| 2009年 | ハリー・クーヴァー                                                             | シアノクリレートを発明し、世界初の瞬間接着剤を生み出したことで、医療と産業に大きな影響を及ぼしたことに対して |
| 2009年 | フェデリコ・ファジン マーシャン・ホフ スタンレー・メイザー                     | 多数の斬新なデジタル電子システムを可能にするユニバーサルビルディングブロックである最初のマイクロコンピュータの構想、設計、開発、および応用に対して |
| 2011年 | フランシス・アーノルド                                                         | 汚染物質の代替につながる可能性のあるバイオ燃料と化学物質に関する先駆的な研究に対して |
| 2011年 | ロバート・ランガー                                                             | ドラッグデリバリーシステム、人工組織、血管新生阻害剤、および新しい生体材料の開発につながった発明と発見に対して |
| 2012年 | チャールズ・バックマン                                                         | データベース管理、トランザクション処理、およびソフトウェア エンジニアリングにおける基礎的な発明に対して |
| 2012年 | アーサー・レビンソン                                                           | バイオテクノロジーと個別化医療の分野への先駆的な貢献により、がんやその他の生命を脅かす疾患の治療のための新しい治療法の発見と開発につながったことに対して |
| 2012年 | サンディスク                                                                   | 家庭用電化製品、モバイル コンピューティング、エンタープライズ ストレージでユビキタス データを可能にするフラッシュ ストレージ技術の発明と商品化に対して |
| 2013年 | BBNテクノロジーズ                                                              | 音響、信号処理、および情報技術における、他に類を見ない実用的なシステムのエンジニアリングによる持続的な発明に対して |
| 2014年 | アーサー・ゴサード                                                             | 今日のデジタルインフラストラクチャで使用される超高性能半導体デバイス技術に不可欠な人工的に構造化された量子材料の革新、開発、および応用に対して |
| 2014年 | 胡正明                                                                         | 信頼性技術、回路設計の最初の業界標準モデル、半導体技術を根本的に進歩させた最初の3次元トランジスタなど、マイクロエレクトロニクスにおける先駆的な革新に対して |
| 2014年 | ケイトー・ローレンシン                                                         | 筋骨格組織工学における独創的な研究、特に骨基質と靭帯再生の設計における革命的な成果に対して |
| 2022年 | ジェームズ・フジモト Eric Swanson David Huang                                  | |
| 2022年 | スティーヴン・ローゼンバーグ                                                   | |
| 2025年 | マーティン・クーパー                                                           | 携帯電話の発明に対して |
| 2025年 | ジェニファー・ダウドナ フェン・チャン David Walt Paul Yock モデルナ ファイザー | COVID-19ワクチンの開発 に対して |